# Duravel
Duravel är en kommun i departementet Lot i regionen Occitanien i södra Frankrike. Kommunen ligger i kantonen Puy-l'Évêque som tillhör arrondissementet Cahors. År 2022 hade Duravel 946 invånare.

## Befolkningsutveckling
Antalet invånare i kommunen Duravel
| Referens: INSEE |